# Alberi erranti e naufraghi
Alberi erranti e naufraghi è uno dei romanzi di Alberto Capitta, pubblicato nel 2013 da il Maestrale.

## Trama
Ai giorni nostri, Piero Arca e suo figlio Giuliano vivono spensierati nella loro casa ai confini della città. Vivono circondati di bestie che loro accolgono e curano e con le quali amano intrattenersi, la sera, organizzando gare canore per asini, cani e pecore. Ma non tutti sono d'accordo con quello stile di vita. I due sono diversi, strani. Così in una tragica giornata di neve Piero Arca scompare nel nulla. Inizia allora il lungo peregrinare di Giuliano alla ricerca di suo padre. Una ricerca di anni che porterà il ragazzo ad intrecciare il suo destino con quello di Maddalena Branca, la ragazza di Villacastello amante del cattivo tempo e delle fontanelle solitarie. Le loro strade si incrociano, si dividono, si intrecciano ancora. E nel loro attraversare la vita incrociano altre esistenze e luoghi: Rosalba Muroni, Ernesto Moi, la piccola madre, la famiglia Nonne, i bambini senza un nome. Infine i due ragazzi si incontrano e davanti allo spettacolo di un fiume ricoperto di creature in festa, sommersi entrambi dalla felicità, capiscono che non ci sarà mai pace per loro, che per quanto si voglia spingere lo sguardo al di là di quella linea di noccioli e lo si voglia far dilagare nei campi, giunto al cuore della grazia quello sguardo scoprirà che anche là esiste una campagna addolorata. 
Alberi erranti e naufraghi si è aggiudicato il Premio Brancati per la narrativa nel settembre 2013. Ha vinto il Premio Letterario Città di Osilo ed è stato proclamato, nel dicembre 2013, Libro dell'Anno dai lettori della trasmissione radiofonica Fahrehneit di RadioRai 3.

## Edizioni
- Alberto Capitta, Alberi erranti e naufraghi, Il Maestrale, 2013,  p. 208, ISBN 978-88-6429-123-9.